# توماس إي. جي. رانسوم
توماس إي. جي. رانسوم (بالإنجليزية: Thomas E. G. Ransom)‏ هو ضابط أمريكي، ولد في 29 نوفمبر 1834 في نورويتش في الولايات المتحدة، وتوفي في 29 أكتوبر 1864 في روما في الولايات المتحدة.